# Freycinetia decipiens
Freycinetia decipiens är en enhjärtbladig växtart som beskrevs av Elmer Drew Merrill och Lily May Perry. Freycinetia decipiens ingår i släktet Freycinetia och familjen Pandanaceae. Inga underarter finns listade.